# James Lawrence (voetballer)
James Alexander Lawrence (Henley-on-Thames, 22 augustus 1992) is een Welsh-Engels voetballer die doorgaans speelt als centrale verdediger. In augustus 2024 verruilde hij 1. FC Nürnberg voor Almere City. Lawrence maakte in 2018 zijn debuut in het Welsh voetbalelftal.

## Clubcarrière
Lawrence speelde in Londen in de jeugdopleidingen van Arsenal en Queens Park Rangers. In 2008 verkaste de linksback als zestienjarige naar HFC Haarlem, dat hem na één jaar verloor aan AFC Ajax. Hij zou uiteindelijk twee seizoenen in de Amsterdamse opleiding spelen en in zijn tweede seizoen werd Lawrence met de A2 kampioen. In 2011 ging hij een jaar spelen voor Sparta Rotterdam en in 2012 tekende hij bij RKC Waalwijk. Op 13 augustus 2014 transfereerde Lawrence naar het Slowaakse AS Trenčín. De Engelsman debuteerde voor Trenčín op 24 september 2014, toen met 0–2 werd gewonnen op bezoek bij Slovan Bratislava. Begin 2017 verlengde Lawrence zijn verbintenis bij Trenčín met twee seizoenen, tot medio 2019.
In de zomer van 2018 maakte Lawrence de overstap naar Anderlecht, waar hij zijn handtekening zette onder een verbintenis voor de duur van drie seizoenen. Op 22 augustus werd de verdediger voor één seizoen verhuurd aan FC St. Pauli. Vier dagen later maakte hij zijn debuut voor de Duitse club in een 2–1 overwinning op Holstein Kiel. Daarin was hij meteen beslissend met het eerste doelpunt. In de zomer van 2020 verkaste Lawrence definitief naar St. Pauli, dat circa vijfhonderdduizend euro voor hem betaalde en hem een contract voor twee jaar gaf. Na die twee seizoenen stapte de Welshman transfervrij over naar competitiegenoot 1. FC Nürnberg.
Nadat twee jaar later zijn verbintenis bij Nürnberg was afgelopen, keerde Lawrence terug naar Nederland, waar hij tussen 2008 en 2014 als jeugdspeler had gespeeld. Ditmaal tekende de centrumverdediger een contract voor twee seizoenen bij Almere City. Aan het einde van het seizoen 2024/25 degradeerde hij met Almere naar de Eerste divisie. Na de degradatie werd zijn contract opengebroken en met een jaar verlengd tot medio 2027.

## Clubstatistieken
| Seizoen | Club           | Competitie      | Competitie | Competitie | Beker | Beker | Internationaal | Internationaal | Totaal | Totaal |
| Seizoen | Club           | Competitie      | Wed.       | Dlp.       | Wed.  | Dlp.  | Wed.           | Dlp.           | Wed.   | Dlp.   |
| ------- | -------------- | --------------- | ---------- | ---------- | ----- | ----- | -------------- | -------------- | ------ | ------ |
| 2014/15 | AS Trenčín     | Fortuna Liga    | 18         | 0          | 7     | 1     | 0              | 0              | 25     | 1      |
| 2015/16 | AS Trenčín     | Fortuna Liga    | 15         | 1          | 5     | 1     | 0              | 0              | 20     | 2      |
| 2016/17 | AS Trenčín     | Fortuna Liga    | 25         | 3          | 4     | 0     | 5              | 2              | 34     | 5      |
| 2017/18 | AS Trenčín     | Fortuna Liga    | 25         | 1          | 2     | 0     | 2              | 0              | 29     | 1      |
| 2018/19 | AS Trenčín     | Fortuna Liga    | 3          | 0          | 0     | 0     | 6              | 1              | 9      | 1      |
| 2018/19 | Anderlecht     | Eerste klasse A | 23         | 0          | 0     | 0     | 3              | 0              | 26     | 0      |
| 2019/20 | → FC St. Pauli | 2. Bundesliga   | 14         | 1          | 0     | 0     | —              | —              | 14     | 1      |
| 2020/21 | FC St. Pauli   | 2. Bundesliga   | 19         | 0          | 0     | 0     | —              | —              | 19     | 0      |
| 2021/22 | FC St. Pauli   | 2. Bundesliga   | 18         | 0          | 3     | 0     | —              | —              | 21     | 0      |
| 2022/23 | 1. FC Nürnberg | 2. Bundesliga   | 21         | 0          | 3     | 0     | —              | —              | 24     | 0      |
| 2023/24 | 1. FC Nürnberg | 2. Bundesliga   | 3          | 0          | 1     | 0     | —              | —              | 4      | 0      |
| 2024/25 | Almere City    | Eredivisie      | 26         | 0          | 0     | 0     | —              | —              | 26     | 0      |
| Totaal  | Totaal         | Totaal          | 210        | 6          | 25    | 2     | 16             | 3              | 251    | 11     |

Bijgewerkt op 28 juni 2025.

## Interlandcarrière
Lawrence maakte zijn debuut in het Welsh voetbalelftal op 20 november 2018, toen met 1–0 verloren werd van Albanië door een benutte strafschop van Bekim Balaj. Lawrence mocht van bondscoach Ryan Giggs in de basis beginnen en hij speelde het gehele duel mee. De andere debutanten dit duel waren Daniel James (Swansea City), Kieron Freeman (Sheffield United) en Rabbi Matondo (Manchester City).
In mei 2021 werd Lawrence door bondscoach Rob Page opgenomen in de voorselectie van Wales voor het uitgestelde EK 2020. Zes dagen later werd hij ook in de definitieve selectie opgenomen. Lawrence viel echter geblesseerd uit op een training en werd nog voor de start van het toernooi vervangen door Tom Lockyer.
| Interlands van James Lawrence voor Wales | Interlands van James Lawrence voor Wales | Interlands van James Lawrence voor Wales | Interlands van James Lawrence voor Wales | Interlands van James Lawrence voor Wales | Interlands van James Lawrence voor Wales | Interlands van James Lawrence voor Wales |
| №                                        | Datum                                    | Wedstrijd                                | Uitslag                                  | Competitie                               | Goals                                    |                                          |
| Als speler bij Anderlecht                | Als speler bij Anderlecht                | Als speler bij Anderlecht                | Als speler bij Anderlecht                | Als speler bij Anderlecht                | Als speler bij Anderlecht                | Als speler bij Anderlecht                |
| ---------------------------------------- | ---------------------------------------- | ---------------------------------------- | ---------------------------------------- | ---------------------------------------- | ---------------------------------------- | ---------------------------------------- |
| 1                                        | 20 november 2018                         | Albanië – Wales                          | 1 – 0                                    | Vriendschappelijk                        |                                          |                                          |
| 2                                        | 20 maart 2019                            | Wales – Trinidad en Tobago               | 1 – 0                                    | Vriendschappelijk                        |                                          |                                          |
| 3                                        | 24 maart 2019                            | Wales – Slowakije                        | 1 – 0                                    | EK 2020 kwalificatie                     |                                          |                                          |
| 4                                        | 8 juni 2019                              | Kroatië – Wales                          | 2 – 1                                    | EK 2020 kwalificatie                     |                                          |                                          |
| 5                                        | 11 juni 2019                             | Hongarije – Wales                        | 1 – 0                                    | EK 2020 kwalificatie                     |                                          |                                          |
| Als speler bij FC St. Pauli              |                                          |                                          |                                          |                                          |                                          |                                          |
| 6                                        | 12 november 2020                         | Wales – Verenigde Staten                 | 0 – 0                                    | Vriendschappelijk                        |                                          |                                          |
| 7                                        | 18 november 2020                         | Wales – Finland                          | 3 – 1                                    | Nations League 2020/21                   |                                          |                                          |
| 8                                        | 24 maart 2021                            | België – Wales                           | 3 – 1                                    | WK 2022 kwalificatie                     |                                          |                                          |
| 9                                        | 30 maart 2021                            | Wales – Tsjechië                         | 1 – 0                                    | WK 2022 kwalificatie                     |                                          |                                          |
| 10                                       | 1 september 2021                         | Finland – Wales                          | 0 – 0                                    | Vriendschappelijk                        |                                          |                                          |
| 11                                       | 5 september 2021                         | Wit-Rusland – Wales                      | 2 – 3                                    | WK 2022 kwalificatie                     |                                          |                                          |

Bijgewerkt op 28 juni 2025.

## Erelijst
| Fortuna Liga    | 2 | 2014/15, 2015/16 |
| Slovenský Pohár | 2 | 2014/15, 2015/16 |

## Persoonlijk
Van juni 2024 tot augustus 2025 had Lawrence een relatie heeft met vlogger en presentatrice Monica Geuze.